# Ферен (Золотурн)
Ферен (нім. Fehren) — громада  в Швейцарії в кантоні Золотурн, округ Тірштайн.

## Географія
Громада розташована на відстані близько 55 км на північ від Берна, 22 км на північ від Золотурна.
Ферен має площу 1,5 км², з яких на 15,5% дозволяється будівництво (житлове та будівництво доріг), 54,7% використовуються в сільськогосподарських цілях, 29,1% зайнято лісами, 0,7% не є продуктивними (річки, льодовики або гори).

## Демографія
2019 року в громаді мешкало 608 осіб (-1,3% порівняно з 2010 роком), іноземців було 4,8%. Густота населення становила 411 осіб/км².
За віковим діапазоном населення розподілялося таким чином: 21,1% — особи молодші 20 років, 60,4% — особи у віці 20—64 років, 18,6% — особи у віці 65 років та старші. Було 256 помешкань (у середньому 2,4 особи в помешканні).
Із загальної кількості 82 працюючих 23 було зайнятих в первинному секторі, 10 — в обробній промисловості, 49 — в галузі послуг.